# Nagybárkány, Nógrád
Nagybárkány  este un sat în districtul Salgótarján, județul Nógrád, Ungaria, având o populație de 677 de locuitori (2011). 

## Demografie
Componența etnică a satului Nagybárkány
     Maghiari (72,75%)
     Romi (26,48%)
     Slovaci (0,77%)
Componența confesională a satului Nagybárkány
     Romano-catolici (87,44%)
     Luterani (3,1%)
     Fără religie (2,36%)
     Necunoscută (6,65%)
     Reformați (0,44%)
Conform recensământului din 2011, satul Nagybárkány avea 677 de locuitori. Din punct de vedere etnic, majoritatea locuitorilor (72,75%) erau maghiari, cu o minoritate de romi (26,48%).  Din punct de vedere confesional, majoritatea locuitorilor (87,44%) erau romano-catolici, existând și minorități de luterani (3,1%) și persoane fără religie (2,36%). Pentru 6,65% din locuitori nu este cunoscută apartenența confesională.